# Lacul Beibugeac (sit SPA)
Lacul Beibugeac este o zonă protejată (arie de protecție specială avifaunistică - SPA) situată în Dobrogea, pe teritoriul administrativ al județului Tulcea.

## Localizare
Aria naturală se află în sud sud-estică a județului Tulcea pe teritoriul nordic al satului Plopul (în partea cenral-nordică a Dobrogei), în imediata  apropiere de drumul județean DJ222, care leagă localitatea Sarinasuf de Murighiol.

## Descriere
Zona a fost declarată Arie de Protecție Specială Avifaunistică prin Hotărârea  de Guvern nr. 1284 din 24 octombrie 2007 (privind declararea ariilor de protecție specială avifaunistică ca parte integrantă a rețelei ecologice europene Natura 2000 în România) și se întinde pe o suprafață de 470 hectare.
Aria protejată (încadrată în bioregiune geografică stepică) reprezintă o zonă naturală (râuri, lacuri, mlaștini, turbării,  terenuri arabile cultivate) ce asigură condiții de hrană, cuibărit și viețuire pentru mai multe specii de păsări migratoare, de pasaj sau sedentare (unele protejate prin lege).

## Avifaună
În arealul sitului este semnalată prezența mai multor păsări enumerate în anexa I-a a Directivei Consiliului European 2009/147/CE din 30 noiembrie 2009, privind conservarea păsărilor sălbatice. 

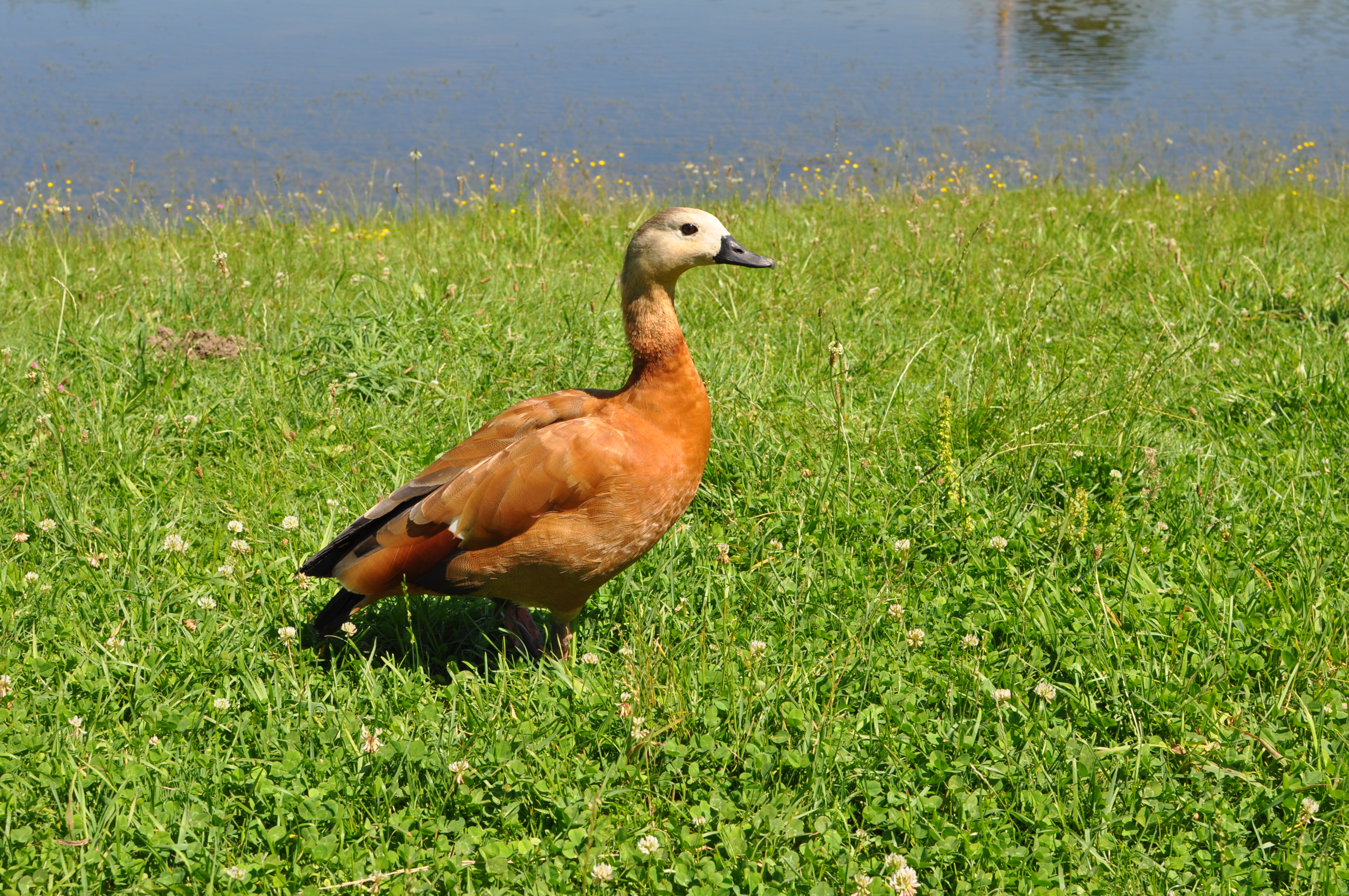
Călifar roșu (Tadorna ferruginea)

Specii de păsări protejate: lăcar mare (Acrocephalus arundinaceus), lăcar-de-lac (Acrocephalus scirpaceus), privighetoare-de-baltă (Acrocephalus melanopogon), fluierar de munte (Actitis hypoleucos), rață sulițar (Anas acuta), rață fluierătoare (Anas penelope), rață mare (Anas platyrhynchos), rață pestriță (Anas strepera), ciocârlie-de-câmp (Alauda arvensis), rață sulițar (Anas acuta), rață pestriță (Anas strepera), rață cârâitoare (Anas querquedula), rață roșie (Aythya nyroca), gârliță mare (Anser albifrons), gâscă cenușie (Anser anser), stârc cenușiu (Ardea cinerea), stârc roșu (Ardea purpurea), stârc galben (Ardeola ralloides), rață-cu-cap-castaniu (Aythya ferina), rața moțată (Aythya fuligula), rață roșie (Aythya nyroca), gâsca cu piept roșu (Branta ruficollis), barză neagră (Ciconia nigra), 
barză albă (Ciconia ciconia), fugaci de țărm (Calidris alpina), prundaș nisipar (Calidris alba), fugaci mic (Calidris minuta), fugaci roșcat (Calidris ferruginea), chirighiță neagră (Chlidonias niger), chirighiță-cu-obraz-alb (Chlidonias hybridus), prundăraș de sărătură (Charadrius alexandrinus), prundașul gulerat mic (Charadrius dubius), chirighiță-cu-obraz-alb (Chlidonias hybridus), chirighiță neagră (Chlidonias niger), chirighiță-cu-aripi-albe (Chlidonias leucopterus), erete de stuf (Circus aeruginosus), porumbel de scorbură (Columba oenas), lebădă de vară (Cygnus olor), egretă mică (Egretta garzetta), egretă albă (Egretta alba), vânturel de seară (Falco vespertinus), becațină comună (Gallinago gallinago), ciovlica roșcată (Glareola pratincola), piciorong (Himantopus himantopus), codalb (Haliaeetus albicilla), pescăruș argintiu (Larus cachinnans), pescăruș râzător (Larus ridibundus), pescăruș cu cap negru (Larus melanocephalus), prundaș de nămol (Limicola falcinellus), codobatura albă (Motacilla alba), codobatura galbenă (Motacilla flava), rață-cu-ciuf (Netta rufina), stârc de noapte (Nycticorax nycticorax), vultur pescar (Pandion haliaetus), pelican creț (Pelecanus crispus), pelicanul comun (Pelecanus onocrotalus), cormoran-mare (Phalacrocorax carbo sinensis), cormoran mic (Phalacrocorax pygmeus), lopătar (Platalea leucorodia), țigănuș (Plegadis falcinellus), corcodel-mare (Podiceps cristatus), corcodel-cu-gât-roșu (Podiceps grisegena), corcodel-cu-gât-negru (Podiceps nigricollis), ciocîntors (Recurvirostra avosetta), lăstun de mal (Riparia riparia), chiră de baltă (Sterna hirundo), chiră mică (Sterna albifrons), corcodel mic (Tachybaptus ruficollis), călifar alb (Tadorna tadorna), călifar roșu (Tadorna ferruginea), fluierarul cu picioare roșii (Tringa totanus), fluierar cu picioare verzi (Tringa nebularia), fluierar de mlaștină (Tringa glareola), fluierar de lac (Tringa stagnatilis) sau nagâț (Vanellus vanellus).

## Căi de acces
- Drumul județean DJ222C pe ruta: Tulcea - Malcoci - Victoria - Beștepe - Murighiol - Plopul.

## Monumente și atracții turistice
În vecinătatea sitului se află câteva obiective de interes istoric, cultural și turistic; astfel:
- Situl arheologic "Cetatea Zaporojeni" de la Dunavățu de Jos (sec. IV - VI p. Chr., Epoca romano- bizantină, sec. IV - III a. Chr., Latène, Cultura geto - dacică, sec. X - XI, Epoca medievală timpurie).
- Situl arheologic "Cetatea Halmyris" de la Murighiol (sec. IV a. Chr. - VII p. Chr., Epoca greco- romană).
- Situl arheologic "Ghiolul Pietrei" de la Murighiol (Epoca medievală timpurie, sec. II - I a. Chr., Latène, Cultura geto - dacică, Hallstatt, Cultura Babadag).
- Situl arheologic de la Plopul (sec. IV - VI p. Chr., Epoca romano- bizantină) aflat în partea vestică a Lacului Beibuceac.
- Delta Dunării